# Lonchoptera orientalis
Lonchoptera orientalis är en tvåvingeart som först beskrevs av Kerstesz 1914.  Lonchoptera orientalis ingår i släktet Lonchoptera och familjen spjutvingeflugor. Inga underarter finns listade i Catalogue of Life.